# Sala fögderi
Sala fögderi var den lokala skattemyndighetens verksamhetsområde i nuvarande Sala och Heby kommuner mellan åren 1946 och 1991. Efter detta omorganiserades skatteväsendet och fögderierna ersattes av en skattemyndighet för varje län – i detta fall den för Västmanlands län. År 2004 gick verksamheten upp i det nybildade Skatteverket.
Sala fögderi föregicks av flera mindre fögderier:
- Salbergs-Väsby fögderi (1881-1945)
  - Salbergs fögderi (1720-1880)
  - Väsby fögderi (1720-1880)